# Ulrich Höller

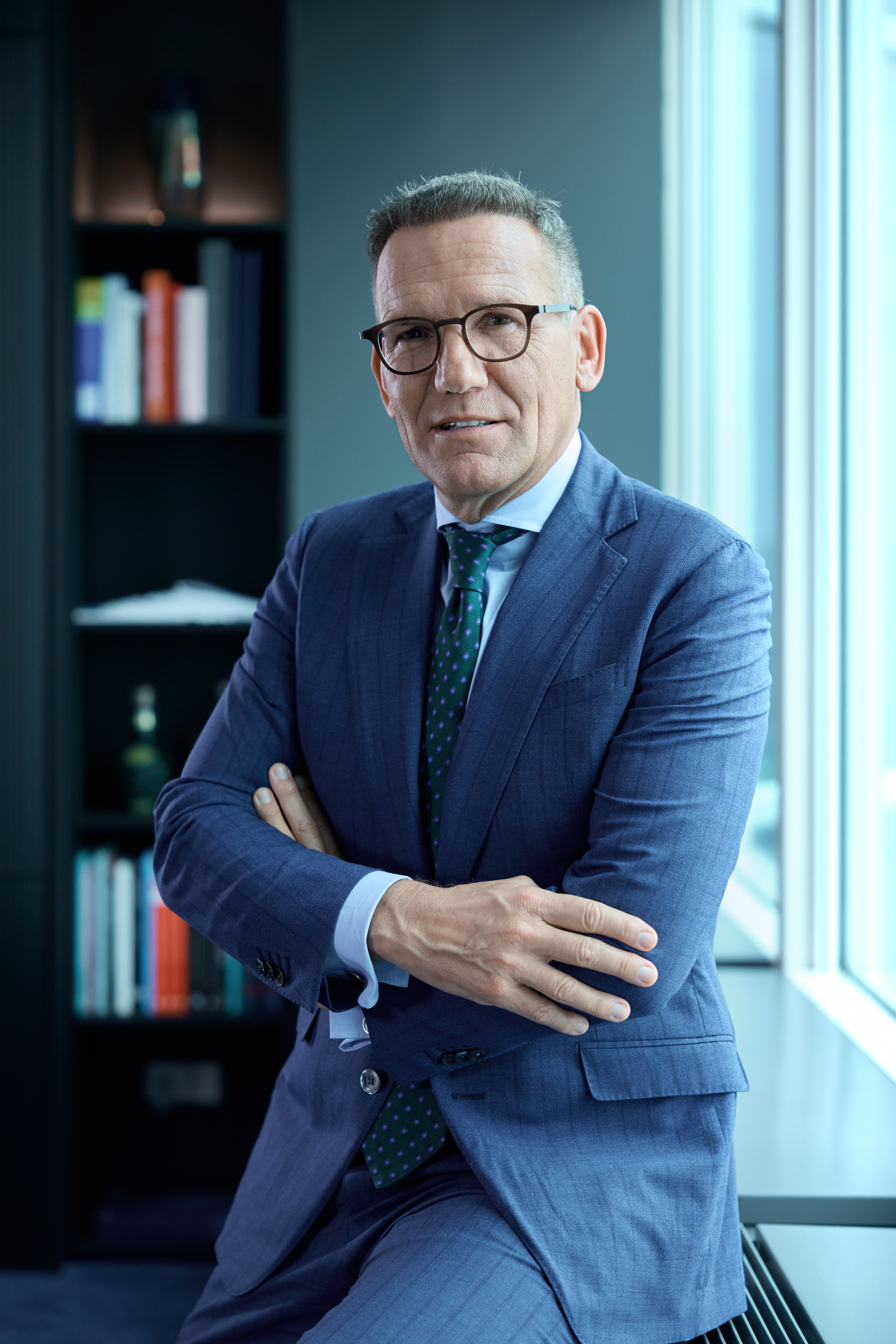
Ulrich Höller (2025)

Ulrich Höller (* 9. Januar 1966) ist ein deutscher Immobilienunternehmer und -manager.

## Leben
Nach dem Abschluss eines Studiums der Betriebswirtschaftslehre 1991 war er zunächst ab 1992 bei einer bundesweit agierenden Projektentwicklungsgruppe tätig, ab 1995 als deren alleinvertretungsberechtigter Geschäftsführer. 1996 erwarb er an der European Business School in Oestrich-Winkel den Abschluss Immobilienökonom (ebs), 1998 den Abschluss Certified Shopping Center Manager (ebs) sowie in London den Titel Fellow of Royal Institution of Chartered Surveyors (FRICS). Ulrich Höller war 15 Jahre Vorsitzender des Vorstands der börsennotierten DIC Asset AG und verantwortete deren Börsengang 2006.
Zu den von Ulrich Höller in seiner Karriere verantworteten Projektentwicklungen gehören u. a. das Denkmalensemble Palais Walderdorff in Trier, die Hauptpost in Erfurt, die Opera Offices in Hamburg, die Stadtquartiersentwicklung MainTor Quartier mit dem WINX Tower in Frankfurt sowie das Junge Quartier Obersendling in München.
Seit 2015 baute er als Vorsitzender des Vorstands, gemeinsam mit dem Private-Equity-Investor KKR, den führenden Investment- und Assetmanager German Estate Group AG auf. Höller und die GEG machten unter anderem mit Investments in mehrere Hochhäuser im Frankfurter Bankenviertel von sich Reden. Mit der Neukonzeptionierung der beiden Hochhausprojekte Global Tower und Central Parx initiierte Höller zwei weitere Großbauprojekte und Revitalisierungen von ikonischen Objekten in Frankfurt. Seit Anfang 2020 leitet Ulrich Höller als Geschäftsführender Gesellschafter und Unternehmer die bundesweit tätige ABG Real Estate Group. Bedeutende realisierte und aktuelle Projekte sind unter anderem die Neukonzeptionierung des denkmalgeschützten Palais am Rossmarkt in Frankfurt, der Bürokomplex VoltAir in Berlin sowie das Deutschlandhaus in Hamburg.
Zudem ist er langjähriger Vorstand und Vizepräsident des führenden Branchenverbandes ZIA Zentraler Immobilien Ausschuss e.V., Berlin, Mitglied des Executive Committees des Urban Land Institute (ULI), Vorstand Freunde des MMK Museum für Moderne Kunst, Frankfurt am Main, Initiator des „Investors' Day“ bzw. „Capital Day“ sowie der „F.A.Z. Main Palais Gespräche“ in Frankfurt am Main und hält diverse Aufsichtsrats- und Beiratsmandate.

## Auszeichnungen
Im Jahr 2009 wurde Höller mit dem vom Urban Land Institute (ULI) vergebenen ULI Germany Leadership Award ausgezeichnet. 2012 erhielt Ulrich Höller mit der DIC in Cannes den MIPIM Award für die Neuentwicklung des MainTor-Quartiers. 2013 wurde er vom Fachmagazin Immobilienwirtschaft für die Entwicklung des MainTor-Quartiers zum Immobilienkopf des Jahres gewählt.